# 요코타촌 (도야마현)
요코타촌(横田村)은 도야마현 이미즈군에 있던 촌이다.
촌의 유례는 소우에몬이 이곳을 개척했다는 전승에 따른데서 비릇되었다.

## 역사
- 1889년 4월 1일 - 정촌제 시행에 의해 이미즈군 요코타촌이 성립하였다.
- 1896년 - 사이조촌과의 조합 사무소를 해산되었고, 동일 쇼가와의 홍수로 인해 건물이  130여 채가 유실되었고, 경지가 60여 채가 유실되는 피해를 입었다. 이후 1919년까지 전 촌의 약 353ha의 경지 정리가 완료되었다..
- 1928년 6월 1일 - 요코타촌이 다카오카시에 편입되었다. 현재는 다카오카 시내의 정명으로 존재하고 있다.

## 참고문헌
- 『市町村名変遷辞典』東京堂出版、1990年。